# Remigia acuta
Remigia acuta är en fjärilsart som beskrevs av Walker 1865. Remigia acuta ingår i släktet Remigia och familjen nattflyn. Inga underarter finns listade.